# Komórki Cajala
Komórki śródmiąższowe Cajala (ICC, ang. interstitial cells of Cajal) – wyspecjalizowane komórki mięśniowe przewodu pokarmowego, pełniące funkcję rozrusznikową i umożliwiające skoordynowany skurcz mięśniówki przewodu pokarmowego. Opisał je Santiago Ramón y Cajal.